# Câmara de vácuo

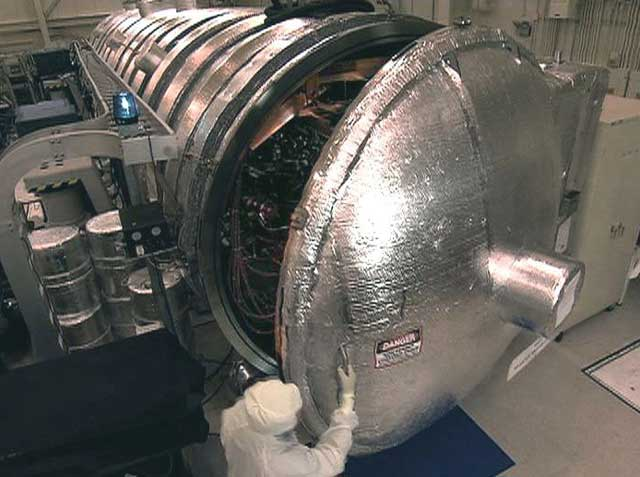
Uma câmara de vácuo de grande dimensão.

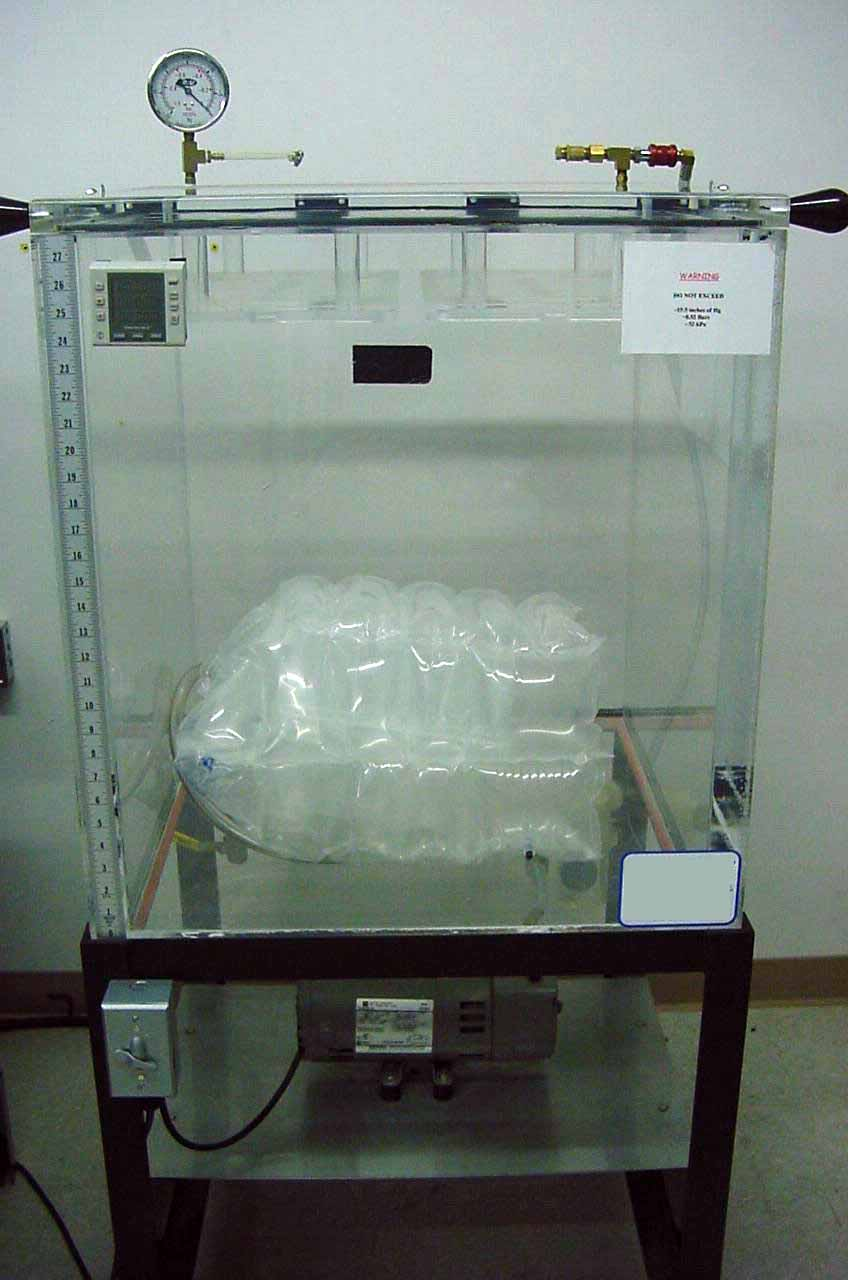
Câmara de vácuo para detetar fugas em embalagens.

Uma câmara de vácuo é um instrumento de laboratório de paredes rígidas que contém uma câmara da qual se extrai ar e outros gases mediante uma bomba de vácuo. A baixa pressão resultante, comumente chamada vácuo, permite aos investigadores executar experiências físicas ou testar dispositivos mecânicos que devem operar, por exemplo, no espaço exterior. Câmaras de alumínio permitem controlar que o campo magnético interior saia fora do vácuo. Pelo contrário, as câmaras hechas de mu-metal evitam que os campos externos penetrem no vácuo.
As câmaras costumam ter várias portas, cobertas com flanges de vácuo, para permitir que os instrumentos ou as janelas possam ser instaladas nas paredes da câmara. Nas aplicações de médio a baixo vácuo, estas são seladas com juntas tóricas de borracha. Em aplicações de vácuo mais alto, as flanges têm duros fios de aço soldados nelas, que cortam uma junta de cobre quando a flange é aparafusada.

## Aplicações
Um tipo de câmara de vácuo de uso frequente no campo da engenharia de veículos espaciais é uma câmara de vácuo térmico, que oferece um ambiente térmico que representa o que um veículo espacial experimentaria no espaço.
Um tipo de câmaras de vácuo de média intensidade (pressão de 4-5 mmHg) é usado para a conservação de vegetais. Ao fazer vácuo é vaporizada parte da água, e com isso consegue-se diminuir a temperatura e mantê-la em torno de 0ºC, sem que os vegetales murchem.
Até 1850 construíram-se pequenas câmaras de vácuo de vidro (tubos) com um elétrodo metálico en cada extremo e uma pequenísima massa de gás no interior. Ao aplicar-lhes uma corrente de alta voltagem apareciam lampejos e luminosidades dentro do tubo. Isto permitiu chegar a descobrir o eletrão. Alguns investigadores que usaram e aperfeiçoaram estes tubos foram Johann Heinrich Geissler e William Crookes. Conhecem-se também com o nome de tubos de Crookes ou tubos de raios catódicos.